# 50 halerzy czechosłowackich (1991)
50 halerzy (cz. 50 haléřů, słow. 50 halierov) – czechosłowacka moneta obiegowa o nominale 50 halerzy bita w latach 1991–1992 i wycofana z obiegu w roku 1993. Autorami projektu byli Miroslav Rónai oraz František David.

## Wzór
Zasadniczą część awersu zajmował herb Czeskiej i Słowackiej Republiki Federacyjnej – w polu czwórdzielnym naprzemiennie ułożony czeski koronowany lew o podwójnym ogonie oraz słowackie trójwzgórze z krzyżem patriarszym. Powyżej zapisano skrót nazwy kraju („ČSFR”), u dołu zaś rok bicia. Po obu stronach tarczy herbowej wolne miejsce wypełniono lipowymi gałązkami. Oznaczenie projektanta Miroslava Rónaia – inicjał „R” – zamieszczono poniżej daty. 
Rewers monety przedstawiał duży, zapisany arabskimi cyframi nominał. Cyfry częściowo nakładały się na siebie nawzajem oraz na położoną w dolnej części mniejszą literę „h” stanowiącą określenie waluty. Poniżej cyfry 0 zamieszczono niewielki inicjał „D”, znak projektanta Františka Davida.

## Nakład
Moneta według projektu z 1991 roku stanowiła modyfikację 50 halerzy z roku 1978. Zmiana wzoru awersu spowodowana była odejściem od socjalistycznej nomenklatury i symboliki po upadku komunizmu. W zarządzeniu Banku Państwowego z dnia 14 lutego 1991 r. przewidziano, że nowe monety będą posiadały te same parametry fizyczne co wcześniejszy wariant, z uwzględnieniem jednak m.in. nowego herbu państwowego. Tym samym zastosowanie miały tu wytyczne zawarte w zarządzeniu Ministra Finansów z 4 września 1978 r. Zapisano, że monety pięćdziesięciohalerzowe będą bite z krążków o masie 3,2 g (±2%) wykonanych z miedzioniklu (miedź 80%, nikiel 20%). Wskazano również, że rant 50-halerzówek ma być ząbkowany, a średnica gotowych monet ma mierzyć 20,8 mm. Ich grubość wyniosła w przybliżeniu 1,4 mm.
Bite w mennicy w Kremnicy monety zostały wyemitowane wraz z pozostałymi nominałami, 1 kwietnia 1991 roku, stanowiąc kontynuację poprzedniego wariantu z 1978 roku. Wyprodukowano zaledwie dwa roczniki w łącznej liczbie niemalże 40 mln sztuk. Monety wzoru z 1991 uległy denominacji już po rozpadzie Czechosłowacji jednocześnie ze swoimi poprzednikami z 1978 roku – w Czechach z końcem lipca i na Słowacji w połowie października roku 1993.